# سایمون وب
سایمون سولومون وب (به انگلیسی: Simon Solomon Webbe) متولد ۳۰ مارس ۱۹۷۸ ‏(۴۷ سال) خواننده، آهنگ نویس، بازیگر، مدیر و یکی از اعضای گروه بلو میاشد.

## سالهای اولیه
در نوجوانی سایمون به تیم فوتبال پرت وال پیوست. اگرچه، در سن هفده سالگی پاره شدن رباط پایش، او را از ورزش کردن بازماند.

## کارهای موسیقی

### پناهگاه (Sanctuary)
در ۲۲ آگوست ۲۰۰۵ سایمون، اولین کار خود را همراه با اولین آهنگش با نام دستانت را دراز کن (Lay Your Hands) که شماره چهارم را در جدول تک‌آهنگهای بریتانیا از آن خود کرد، عرضه کرد. آهنگ بعدی او با نام No Worries نیز شماره چهارم را از آن خود کرد که او را به تنها عضوی از گروه بلو مبدل ساخت که چندین بار در تاپ ۱۰ حضور یافت.

بعد از اجرای دو تک‌آهنگ، سایمون اولین آلبوم تکی خود را با نام پناهگاه (به انگلیسی: Sanctuary) عرضه کرد. این آلبوم مقام ۲۸ را در جدول آلبوم‌های برتر بریتانیا گرفت. سومین تک‌آهنگ این آلبوم با نام After All This Time در فوریه سال ۲۰۰۶ اجرا شد اما نتوانست مثل آهنگ‌های دیگر رتبه خوبی کسب کند و مقام ۱۶ را از آن خود کرد.

### شکوه (Grace)
سومین تک‌آهنگ سایمون در ۳۰ اکتبر ۲۰۰۹ با نام Coming Around Again عرضه شد و به رتبه ۱۲ در جدول دست یافت. آلبوم دوم او Grace در ۱۳ نوامبر ۲۰۰۶ عرضه شد و به رتبه یازدهم دست یافت. در ۲۱ می، ۲۰۰۷، سایمون تور خود را برای پشتیبانی از آلبومش عرضه کرد. این تور شامل ۱۸ تاریخ مختلف از می‌تا ژوئن بود که از کامبریج شروع شد و در لندن ختم شد.
در اوایل ژوئن، سایمون آهنگ متن فیلم Fantastic Four: Rise of the Silver Surfer را به نام سوار بر طوفان/ شکوه اجرا کرد.

### دویدن (Run)
در طول تور ۲۰۰۷، سایمون چند آهنگ را از آلبوم سومش نمایش داد "Run". این آلبوم قرار بود در سال ۲۰۰۹ عرضه شود اما بخاطر بازگشت دوباره بلو، کار آلبوم هم به صورت موقتی متوقف شد.

## فیلمها
در سال ۲۰۰۴، سایمون در فیلم واقعیت در مورد عشق، به کارگردانی جانی هی نقش دوم فیلم را بازی کرد. این فیلم همچنین با بازی بازیگرانی همچون جنیفر لاو هیوت، دوگری اسکات و جیمی میستری بود. پروژه دوم بازیگری او، در فیلم گانگستری بریتانیایی به نام Rollin' With The Nines بود.

## زندگی خصوصی
خانواده سایمون از نویس، واقع در جزایر کاراییب هستند. او یک دختر به نام آلانا دارد که در سال ۱۹۹۷ از همسر سابقش نیکلا جونز به دنیا آمده است. دخترش، الهام او برای تک‌آهنگ Grace در سال ۲۰۰۷ بود.

## آلبوم‌شناسی

### آلبوم‌ها
- ۲۰۰۵: پناهگاه (Sanctuary)
- ۲۰۰۶: شکوه (Grace)
- ۲۰۰۷: اجراهای زنده

### تک‌آهنگها
| سال  | نام آهنگ                   | رتبه در جدول | رتبه در جدول | رتبه در جدول | رتبه در جدول | رتبه در جدول | رتبه در جدول | رتبه در جدول | رتبه در جدول | نام آلبوم |
| سال  | نام آهنگ                   | UK           | ITA          | NL           | POL          | IRE          | NZ           | GER          | EUR          | نام آلبوم |
| ---- | -------------------------- | ------------ | ------------ | ------------ | ------------ | ------------ | ------------ | ------------ | ------------ | --------- |
| ۲۰۰۵ | "دستانت را دراز کن"        | ۴            | ۲            | —            | —            | ۲۱           | ۳۰           | ۴۸           | ۹            | پناهگاه   |
| ۲۰۰۵ | "نگران نباش"               | ۴            | ۱۱           | ۲            | —            | ۳۰           | ۷            | ۵۹           | ۱۶           | پناهگاه   |
| ۲۰۰۶ | "بعد از این همه وقت"       | ۱۶           | ۴۷           | —            | ۳۳           | —            | —            | —            | ۸۹           | پناهگاه   |
| ۲۰۰۶ | "دوباره به آن سو می آیم"   | ۱۲           | ۱۵           | ۱۱           | ۲۳           | —            | —            | ۳۷           | ۵۵           | شکوه      |
| ۲۰۰۷ | "روحم از تو درخواست میکند" | ۴۵           | ۴۷           | —            | —            | —            | —            | —            | —            | شکوه      |
| ۲۰۰۷ | "هفده"                     | —            | —            | —            | —            | —            | —            | —            | —            | شکوه      |
| ۲۰۰۷ | "سوار بر طوفان/ شکوه"      | ۳۶           | —            | —            | —            | ۴۹           | —            | ۱۰۰          | ۱۶۸          | شکوه      |